# Telstar in het seizoen 1972/73
Het seizoen 1972/1973 was het 10e jaar in het bestaan van de Velsense betaaldvoetbalclub Telstar. De club kwam uit in de Eredivisie en eindigde daarin op de 12e plaats. Tevens deed de club mee aan het toernooi om de KNVB Beker, hierin werd in de tweede ronde verloren van FC Twente (0–2).

## Wedstrijdstatistieken

### Eredivisie
|       | Ajax  | FC Amsterdam | AZ '67 | FC Den Bosch '67 | Excelsior | Feyenoord | Go Ahead Eagles | FC Groningen | FC Den Haag-ADO | Haarlem | MVV   | NAC   | N.E.C. | PSV   | Sparta | FC Twente '65 | FC Utrecht |
| ----- | ----- | ------------ | ------ | ---------------- | --------- | --------- | --------------- | ------------ | --------------- | ------- | ----- | ----- | ------ | ----- | ------ | ------------- | ---------- |
| Thuis | 0 – 1 | 2 – 1        | 0 – 0  | 3 – 1            | 1 – 3     | 0 – 1     | 3 – 0           | 5 – 1        | 4 – 1           | 2 – 3   | 2 – 1 | 2 – 0 | 3 – 1  | 0 – 1 | 0 – 1  | 0 – 2         | 0 – 1      |
| Uit   | 9 – 2 | 2 – 0        | 0 – 0  | 0 – 1            | 1 – 1     | 2 – 0     | 2 – 1           | 0 – 2        | 1 – 0           | 1 – 2   | 4 – 0 | 0 – 1 | 2 – 0  | 3 – 0 | 2 – 1  | 2 – 0         | 1 – 1      |

### KNVB Beker
| 2e ronde                                     | Telstar | 0 – 2 (0 – 2) | FC Twente '65                               |
| 10 december 1972 Plaats: Velsen Schoonenberg |         |               | 25' Theo Pahlplatz 37' Willy van de Kerkhof |

## Statistieken Telstar 1972/1973

### Eindstand Telstar in de Nederlandse Eredivisie 1972 / 1973
| Stand | Gespeeld | Gewonnen | Gelijk | Verloren | Punten | Doelpunten voor | Doelpunten tegen |
| ----- | -------- | -------- | ------ | -------- | ------ | --------------- | ---------------- |
| 12e   | 34       | 12       | 4      | 18       | 28     | 39              | 51               |

### Topscorers
| #      | Naam            | Goal |
| ------ | --------------- | ---- |
| 1.     | Cees van Kooten | 9    |
| 2.     | Co Stout        | 5    |
| 2.     | Cees de Vries   | 5    |
| 4.     | Jerzy Wilim     | 4    |
| 5.     | Dick Bond       | 3    |
| 6.     | Klaas Bijl      | 2    |
| 6.     | Jos Jonker      | 2    |
| 6.     | Monne de Wit    | 2    |
| 6.     | Jaap Zwaan      | 2    |
| 10.    | Fred Bischot    | 1    |
| 10.    | Paul van Egmond | 1    |
| 10.    | Frans van Essen | 1    |
| 10.    | Tonny Fens      | 1    |
| 10.    | Roy van Haalem  | 1    |
| Totaal | Totaal          | 39   |

| #      | Naam        | Goal |
| ------ | ----------- | ---- |
| –      | Geen speler | 0    |
| Totaal | Totaal      | 0    |

## Voetnoten
Ajax ·
FC Amsterdam ·
AZ '67 ·
FC Den Bosch '67 ·
Excelsior ·
Feyenoord ·
Go Ahead Eagles ·
FC Groningen ·
FC Den Haag-ADO ·
Haarlem ·
MVV ·
NAC ·
N.E.C. ·
PSV ·
Sparta ·
Telstar ·
FC Twente '65 ·
FC Utrecht